# Molophilus alexanderorum
Molophilus alexanderorum là một loài ruồi trong họ Limoniidae. Chúng phân bố ở miền Australasia.